# بوثا بوثي
بوثا بوثي هي مدينة، في ليسوتو، تقع في مقاطعة بوثا-بوث ، وهي عاصمتها، بلغ عدد سكانها 10,000 نسمة.